# Russell Anderson
Russell James Anderson (ur. 25 października 1978 w Aberdeen) – były szkocki piłkarz występujący na pozycji obrońcy.

## Kariera klubowa
Anderson karierę piłkarską rozpoczął w zespole Aberden, gdzie w 1996 roku rozpoczął występy w pierwszym zespole. Zadebiutował 4 stycznia 1997 roku w przegranym 0:2 ligowym spotkaniu z Dunfermline Athletic. Ogólnie w całym sezonie 1996/1997 zagrał 14 razy w Scottish Premier League. Szybko stał się podstawowym obrońcą Aberdeen; w następnym sezonie wystąpił już w 26 spotkaniach. 26 lutego 2000 roku w meczu ligowym z Hibernianem strzelił swoją pierwszą bramkę dla szkockiego zespołu. W Aberdeen Anderson grał jeszcze przez siedem lat. W tym czasie rozegrał 280 ligowych spotkań, w których udało mu się zdobyć 18 goli.
27 czerwca 2007 roku za milion funtów przeszedł do Sunderlandu. W nowym klubie zadebiutował 18 sierpnia w ligowym spotkaniu z Wigan Athletic. Szybko jednak doznał kontuzji, która wyeliminowała go z gry na pięć miesięcy. Po wyleczeniu urazu, 19 lutego 2008 roku wypożyczono go do Plymouth Argyle.
Anderson rozegrał tam 14 ligowych spotkań, debiutując w meczu z Southampton. W maju powrócił na Stadium of Light. 26 sierpnia został ponownie wypożyczony, wysłano go do Burnley. Zadebiutował tam w spotkaniu ze swoim byłym klubem, Plymouth Argyle (0:0). Po czterech spotkaniach doznał ponownie kontuzji i powrócił do Sunderlandu. W lutym 2009 roku ponownie wypożyczono go do Burnley. Do czerwca nie zagrał tam jednak w żadnym spotkaniu.
15 stycznia 2010 roku przeszedł do Derby County. W nowym klubie zadebiutował w ligowym meczu z Peterborough United.

## Kariera reprezentacyjna
W reprezentacji Szkocji Anderson zadebiutował w październiku 2002 roku w spotkaniu z Islandią. W kadrze rozegrał 11 spotkań.